# Lepidoperca
Lepidoperca is een geslacht van straalvinnige vissen uit de familie van zaag- of zeebaarzen (Serranidae).

## Soorten
- Lepidoperca aurantia Roberts, 1989
- Lepidoperca brochata Katayama & Fujii, 1982
- Lepidoperca caesiopercula (Whitley, 1951)
- Lepidoperca coatsii (Regan, 1913)
- Lepidoperca filamenta Roberts, 1987
- Lepidoperca inornata Regan, 1914
- Lepidoperca magna Katayama & Fujii, 1982
- Lepidoperca occidentalis Whitley, 1951
- Lepidoperca pulchella (Waite, 1899)
- Lepidoperca tasmanica Norman, 1937